# Sagagallerian
Sagagallerian är en galleria i centrala Umeå, i huvudsak belägen längs Götgatan men med kortsidan mot Skolgatan och Renmarkstorget.
Byggnaden uppfördes ursprungligen 1965 som Umeås polishus, ritad av Umeåbaserade arkitekten Hillevi Callander, som tidigare ritat bland annat Bäcklunds varuhus (senare ombyggt för att hysa varuhuset Domus,  numera MVG-gallerian).
I Sagagallerian hittar man bland andra Magazin du Nord, Sagolika Ting, Fantasia, Elon, syriska restaurangen Al Sham, Gårdshem och Handelsgården. Totalt inhyser lokalen ett 10-tal butiker. Det finns också en dansskola, tandläkare, arkitekter och skönhetssalonger. I huset huserar även fastighetsbolaget Heimstaden. 
Gallerian är öppen måndag till fredag 10–18 och lördagar 10–16.